# Колосья под серпом твоим
Колосья под серпом твоим (бел. Каласы пад сярпом тваім) — исторический роман белорусского писателя Владимира Короткевича, изданный в 1965 году в журнале «Полымя».
Произведение считается одним из самых значительных для белорусской литературы и главным в творчестве писателя. Книга посвящена кануну восстания 1863—1864 годов, отображает его причины и особенности.

## История написания
По замыслу автора, роман должен был быть разделён на 3 части: «Восход (Сияние дня)» (Усход (Сяйва дня)), «Брань» и «Вороньё (Голгофа)» (Вараннё (Галгофа)). В первой части автор собирался показать канун восстания, во второй — само восстание, а в третьей — его разгром. Но вышла только первая книга, под названием «Начало криниц» (Выйсце крыніц), которая была разделена на две части. Книга была впервые опубликована в журнале «Полымя» № 2-6 в 1965 году и отдельным изданием в 1968 году в Минске.
Из второй книги было написано всего 2 главы, которые не были опубликованы при жизни писателя. Впервые — в журнале «Полымя» № 1 в 1989 году. Писатель собирался закончить работу, о чём свидетельствуют его дневниковые записи.

## Содержание
Роман описывает становление белорусской нации, изображая три поколения дворянской семьи Загорских. Главным героем является Алесь Загорский, чье становление и развитие изображается от 14 до 20 лет. Также изображены семьи Раубичей и Клейн, помещики Кроер, Таркайлы и другие, крестьянская семья Когут, повстанцы Черный Война и Корчак, друзья Алеся из Виленской гимназии и Петербургского университета: Всеслав Грима, Мстислав Маевский и другие. Из исторических персонажей: Кастусь Калиновский, Измаил Срезневский, Тарас Шевченко, Пётр Валуев.
Материал представлен в хронологическом порядке с небольшими временными сдвигами (воспоминания о героях или истории их жизней). В то же время, как отмечал первый рецензент книги М. Ермолович, хотя непосредственно в романе изображены события 1850-х гг., «в той или иной степени автор охватывает события почти целого века», а «в высказываниях героев книги мы находим осмысление и всей предыдущей истории Белоруссии». Также в составе романа есть три метанарративных фрагмента и стихотворения, написанные главным героем.

## Переводы
Роман Короткевича вышел по-русски в 1974 году в Москве в авторизованном переводе Валентины Щедриной и неоднократно переиздавался. В 2019 году в Минске вышел новый перевод Петра Жолнеровича, в котором восстановлен ряд фрагментов, исключённых в прижизненных публикациях. Украинский перевод романа, выполненный Богданом Чайковским и Карлом Скрипченко, вошёл в двухтомник Короткевича, изданный в Киеве в 1991 году.

## Интересный факт
Роман «Колосья под серпом твоим» — единственная книга, изданная в Беларуси шрифтом Брайля.